# Антени
Антени́ (фр. Antheny) — коммуна во Франции, находится в регионе Шампань — Арденны. Департамент — Арденны. Входит в состав кантона Рюминьи. Округ коммуны — Шарлевиль-Мезьер.
Код INSEE коммуны — 08015.
Коммуна расположена приблизительно в 180 км к северо-востоку от Парижа, в 100 км севернее Шалон-ан-Шампани, в 31 км к западу от Шарлевиль-Мезьера.

## Население
Население коммуны на 2008 год составляло 102 человека.
| 1962 | 1968 | 1975 | 1982 | 1990 | 1999 | 2008 |
| ---- | ---- | ---- | ---- | ---- | ---- | ---- |
| 134  | 160  | 130  | 107  | 101  | 108  | 102  |

## Администрация
| Период | Период | Фамилия        | Партия | Должность |
| ------ | ------ | -------------- | ------ | --------- |
| 2001   | 2008   | Жан-Поль Пинто |        |           |
| 2008   |        | Ален Жори      |        |           |

## Экономика
В 2007 году среди 62 человек в трудоспособном возрасте (15—64 лет) 43 были экономически активными, 19 — неактивными (показатель активности — 69,4 %, в 1999 году было 68,4 %). Из 43 активных работали 40 человек (25 мужчин и 15 женщин), безработных было 3 (1 мужчина и 2 женщины). Среди 19 неактивных 6 человек были учениками или студентами, 7 — пенсионерами, 6 были неактивными по другим причинам.

## Достопримечательности
- Церковь Сен-Реми[фр.] (XIII век).
- Крест (XVIII век), расположен на кладбище. Исторический памятник с 1972 года.[3]

## Фотогалерея
- Церковь Сен-Реми
- Въезд в Антени
- Крест на кладбище
- Памятник погибшим в Первой мировой войне